# Die Welt
O Die Welt é um jornal alemão com circulação em todo o país. Pertence ao editora gigante Axel Springer SE.
Foi fundado por britânicos em 1946 em Hamburgo. A sua redação central situa-se em Berlim.
O jornal Die Welt é a joia da coroa da editora Axel Springer, sendo o seu jornal de qualidade. Tem uma circulação de cerca de 202 630 (2014) exemplares diários. O jornal se pode comprar em mais de 130 países.